# Zbrana dela 2
Zbrana dela 2 är det tredje samlingsalbumet från den montenegrinska sångaren Rambo Amadeus. Det släpptes år 1998 och innehåller 18 låtar från hans tidigare album.

## Låtlista
1. "Vrag Ne Spava" – 3:25
2. "Zdravo Damo" – 3:41
3. "KPGS" – 3:59
4. "Loza Konjak" – 3:33
5. "Ja" – 4:05
6. "Vanzemaljac" – 3:22
7. "Čovek Sam, Ženo" – 2:43
8. "Gongo" – 4:00
9. "Oximoron" – 4:01
10. "Manijak" – 4:04
11. "Nazif" – 3:32
12. "Amerika I Engleska" – 3:43
13. "Glupi Hit" – 4:18
14. "Jemo Voli Jem" – 4:37
15. "Sex Jingles" – 4:36
16. "Samit U Burekđinici Laibach" – 4:52
17. "Tehnika Državnog Udara" – 4:30
18. "Didu Lidu..." – 4:56